# 渇いた叫び
『渇いた叫び』（かわいたさけび）はFIELD OF VIEWの8thシングル。

## 解説
レコード会社をZAIN RECORDSから日本コロムビアに移籍後、第1弾となるシングル。シングルとしては前作から1年以上開いて発売された。前作の『この街で君と暮らしたい』同様、小松未歩の提供作品。編曲はPAMELAHの小澤正澄。コーラスには宇徳敬子が参加。

## 収録曲
1. 渇いた叫び
作詞・作曲：小松未歩　編曲：小澤正澄
  - テレビ朝日系アニメ『遊☆戯☆王』オープニングテーマ。歌詞には「もう一人の自分」など、本編に関連したフレーズが含まれている。後に小松が自身のアルバム『小松未歩 6th 〜花野〜』でセルフカバーしている。
2. 孤独なTraveler
作詞・作曲：浅岡雄也　編曲：池田大介
  - 2020年5月時点、アルバムには未収録。
3. 渇いた叫び（オリジナル・カラオケ）

## 収録アルバム
- FIELD OF VIEW III 〜NOW HERE NO WHERE〜 (#1)
- FIELD OF VIEW BEST 〜fifteen colours〜 (#1)
- the FIELD OF VIEW BEST 2001 Limited Edition of Asia (#1)
- Memorial BEST 〜Gift of Melodies〜 (#1)
- complete of FIELD OF VIEW at the BEING studio (#1)
- FIELD OF VIEW BEST HITS (#1)
- FIELD OF VIEW 25th Anniversary Extra Rare Best 2020 (#1)